# Imitomyia nitida
Imitomyia nitida är en tvåvingeart som först beskrevs av Fritz Isidore van Emden 1945.  Imitomyia nitida ingår i släktet Imitomyia och familjen parasitflugor. Inga underarter finns listade i Catalogue of Life.